# NGC 843

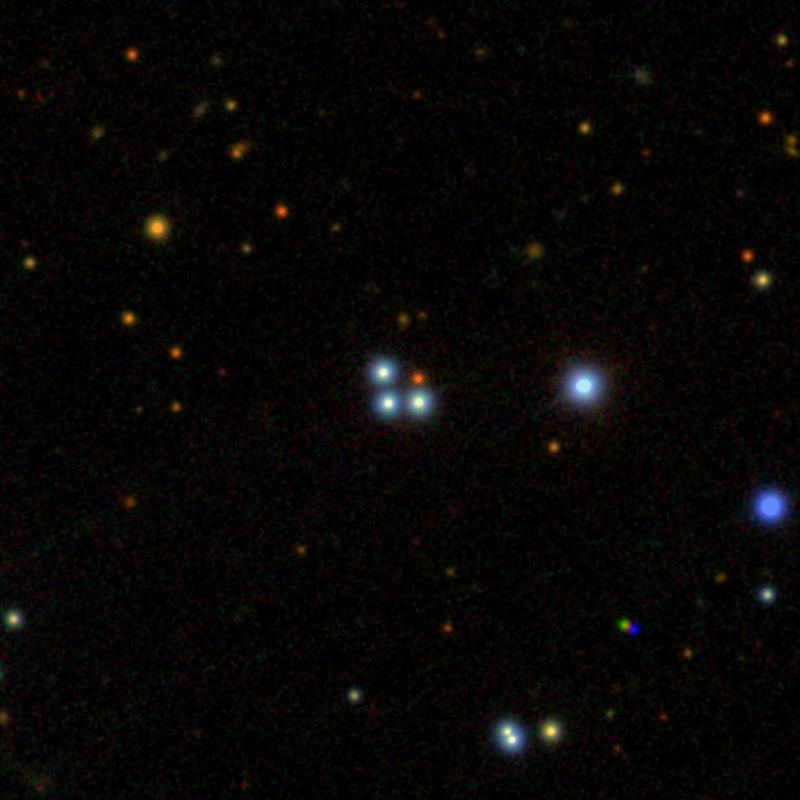
SDSS-Aufnahme der drei dicht beieinander liegende Sterne, die als NGC 843 katalogisiert sind.

NGC 843 bezeichnet im New General Catalogue drei scheinbar dicht beieinander liegende Sterne im Sternbild Dreieck am nördlichen Fixsternhimmel. Der Katalogeintrag geht auf eine Beobachtung des deutsch-dänischen Astronomen Heinrich d’Arrest am 16. September 1865 mit einem 28-cm-Teleskop zurück, dem dies als Kugelsternhaufen erschien.